# Figurális számok
A figurális számok (ábrás számok, idomszámok) felfedezését a püthagoreusoknak tulajdonítják, akik a számokat
kavicsokkal, magokkal szemléltették. Megpróbáltak különböző számú kavicsból szabályos alakzatokat kirakni. Azokat a számokat, amelyekből sikerült egy adott alakzat kirakása, figurális számoknak nevezték. A figurális számok leggyakoribb használatuk szerint a háromszögszámok általánosítása különböző formákra (pl. sokszögszámok és középpontos sokszögszámok) és dimenziókra (poliéderszámok, politópszámok), de lehetnek L-alakok, csillag- vagy keresztformák stb.

## Története
A figurális számok felfedezését a püthagoreusokhoz kötik, valószínűleg babiloni vagy egyiptomi előzményekkel. A gnómon használatát a figurális számok képzéséhez szintén Pitagorasznak tulajdonítják. Ezek az állítások nem nyugszanak biztos alapokon, mivel a püthagoreusokról szóló korabeli írásoknak mind nyoma veszett, csak évszázadokkal későbbi információink vannak. Az biztosnak látszik, hogy a negyedik, tíz kavicsból álló háromszögszám, a tetraktüsz a püthagoreusok vallásának központi eleme volt. A figurális számok fontosak voltak a pitagoraszi geometriában.
A figurális számok modern kori tanulmányozása Fermat-ig nyúl vissza, különösen a Fermat-féle sokszögszámtételig. Később fontos területét képezte Euler vizsgálódásainak, aki explicit képletet adott a háromszögű négyzetszámokra, más, figurális számokkal kapcsolatos felfedezései mellett.
A figurális számok fontos szerepet töltenek be a modern szórakoztató matematikában is. Kutatások során Ehrhart-polinomokkal vizsgálják őket, amik egy sokszögben vagy poliéderben található egész koordinátájú pontok számát vizsgálják, ha adott faktorral bővítik őket.

## Háromszögszámok
A háromszögszámokat n = 1, 2, 3…-ra lineáris gnómonok egymásra helyezésével kaphatjuk meg:
| * | * · * · * | * · * · * · * · * · * | * · * · * · * · * · * · * · * · * · * | * · * · * · * · * · * · * · * · * · * · * · * · * · * · * | * · * · * · * · * · * · * · * · * · * · * · * · * · * · * · * · * · * · * · * · * |

Ezek az {\displaystyle n+1 \choose 2} binomiális együtthatók. A háromszögszámok (r=2) más dimenziószámokra is érvényes általánosításai a szimplex politópszámok. Az r dimenziós szimplexek figurális számait a Pascal-háromszög r-edik átlója határozza meg.
A szimplex politópszámok r = 1, 2, 3, 4, …-re:
- {\displaystyle P_{1}(n)={\frac {n}{1}}={n+0 \choose 1}} (lineáris számok),
- {\displaystyle P_{2}(n)={\frac {n(n+1)}{2}}={n+1 \choose 2}} (háromszögszámok),
- {\displaystyle P_{3}(n)={\frac {n(n+1)(n+2)}{6}}={n+2 \choose 3}} (tetraéderszámok),
- {\displaystyle P_{4}(n)={\frac {n(n+1)(n+2)(n+3)}{24}}={n+3 \choose 4}} (pentatópszámok, 4-szimplex számok)
- {\displaystyle P_{r}(n)={\frac {n(n+1)(n+2)...(n+r-1)}{r!}}={n+r-1 \choose r}} (r-tóp számok, r-szimplex számok).

## Sokszögszámok
Beszélhetünk középpontos és nem középpontos sokszögszámokról attól függően, hogy a kezdeti egyetlen pontot oldalirányban úgy egészítjük ki, hogy az eredeti pont a következő sokszög csúcsa legyen, vagy úgy, hogy a keletkező sokszög közepében helyezkedjen el.

### (nem középpontos) Sokszögszámok
A sokszögszám olyan k szám, amihez létezik olyan szabályos sokszög, ami k számú, egymástól egyenlő távolságra lévő pontból kirakható. Például a 16 négyzetszám, mert 16 pontból ki lehet rakni egy négyzetet.

A 10 háromszögszám.
A 16 négyzetszám.
A 22 ötszögszám.
A 28 hatszögszám.

### Középpontos sokszögszámok
A középpontos sokszögszámoknál a középpontban egy pont van, és azt sokszög alakú pontrétegek veszik körül. Adott réteg minden oldala eggyel több pontot tartalmaz, mint a korábbi réteg, így a második sokszögrétegtől kezdve egy középpontos k-szögszám minden rétege k-val több pontot tartalmaz a korábbinál:

A 19 a negyedik középpontos háromszögszám.
A 25 a negyedik középpontos négyzetszám.
A 31 a negyedik középpontos ötszögszám.
A 37 a negyedik középpontos hatszögszám.

## Fordítás
- Ez a szócikk részben vagy egészben a Figurate number című angol Wikipédia-szócikk ezen változatának fordításán alapul.  Az eredeti cikk szerkesztőit annak laptörténete sorolja fel. Ez a jelzés csupán a megfogalmazás eredetét és a szerzői jogokat jelzi, nem szolgál a cikkben szereplő információk forrásmegjelöléseként.
- Ez a szócikk részben vagy egészben a Figurierte Zahl című német Wikipédia-szócikk ezen változatának fordításán alapul.  Az eredeti cikk szerkesztőit annak laptörténete sorolja fel. Ez a jelzés csupán a megfogalmazás eredetét és a szerzői jogokat jelzi, nem szolgál a cikkben szereplő információk forrásmegjelöléseként.